# Armbrust (Panzerabwehrwaffe)

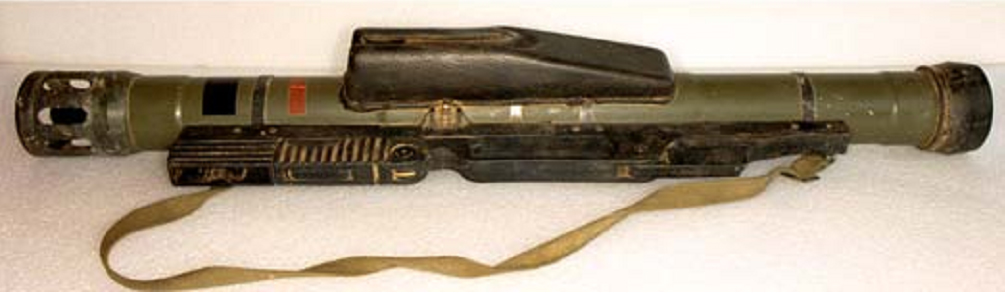
Panzerabwehrwaffe Armbrust

Die Armbrust ist eine von Messerschmitt-Bölkow-Blohm (MBB) mit eigenen Mitteln entwickelte rückstoßfreie Panzerabwehrhandwaffe.

## Geschichte
Die Entwicklung der Armbrust fand ihren Anlass in den sehr offensichtlichen Mängeln der gebräuchlichen Panzerabwehrhandwaffen. So können diese nur eingeschränkt aus geschlossenen Räumen oder gar Fahrzeugen abgefeuert werden, da sie die restliche Besatzung erheblich gefährden. Rauch- und Flammenentwicklung verraten zudem die Position des Schützen sehr schnell. Bei MBB wurde zum Ende der 1980er-Jahre versucht, diese Probleme auszuräumen. Das Ergebnis war die leichte Panzerabwehrwaffe Armbrust. Die Armbrust kann aus Fahrzeugen und kleinen Räumen abgefeuert werden. Hinter dem Schützen muss lediglich ein Freiraum von 80 cm vorhanden sein. Da die Bundeswehr jedoch schwereren Waffen wie der Panzerfaust 3 den Vorzug gab und sonst auf Lenkwaffensysteme wie etwa MILAN setzte, wurde die Armbrust nur bei einigen wenigen Einheiten eingeführt. Ebenso übernahmen einige Spezialeinheiten, wie etwa die amerikanische Delta Force, das Gerät. Anfang der 1990er-Jahre wurde die Armbrust unter anderem von den kambodschanischen Roten Khmer in ihrem Kampf gegen Regierungstruppen eingesetzt.
Aufgrund des mangelnden wirtschaftlichen Erfolgs verkaufte MBB die Lizenzen zur Produktion der Waffe nach Belgien an die Firma PRB und nach Singapur an ST Kinetics. Dort wird die Waffe heute noch produziert. In Deutschland wurde die Produktion eingestellt.
Eine Weiterentwicklung mit gleichem Waffenprinzip aber größerem Durchmesser stellt die Waffenfamilie Matador dar.

## Technik
Armbrust ist eine einmal verwendbare leichte Panzerabwehrhandwaffe.
Hauptunterschied zu anderen Granatwaffen sind vor allem die 5000 kleinen Kunststoffkügelchen, die als Gegenmasse im hinteren Ende des Rohres angebracht sind. Beim Abfeuern des Geschosses fangen diese den Schub des Treibsatzes ab und werden nach hinten aus dem Rohr geschleudert. Daher müssen nur 80 cm hinter dem Schützen Platz bleiben. Sogenannte schwimmende Kolben verhindern den verräterischen Flammenausstoß und die Rauchentwicklung, schützen somit also den Schützen vor frühzeitiger Erkennung. Serienmäßig ist die Armbrust mit dem Laserzielbeleuchter LATAM ausgerüstet. Damit ist das Gerät nacht- und allwettertauglich. Zur Steigerung der Trefferwahrscheinlichkeit kann ein rechnergestütztes wiederverwendbares Zielsystem verwendet werden.
Hauptsächlich verwendet wird ein HEAT-Geschoss zur Panzerbekämpfung. Es können aber auch Sprenggeschosse mit oder ohne Splitterwirkung verwendet werden.

## Technische Daten
- Rohrkaliber: 67 mm (außen)
- Rohrdurchmesser: 75 mm (maximal,  außen)
- Geschossdurchmesser: 67 mm
- Rohrlänge: 850 mm
- Geschosslänge: 450 mm
- Geschossgewicht: ca. 1 kg
- Masse (Gesamtwaffe): 6,3 kg
- Mindestabstand: 12 m
- effektive (maximale) Reichweite gegen Fahrzeuge: 300 m (entspricht ca. 1,5 s Flugzeit)
- effektive Reichweite gegen weiche Ziele: 500 m
- maximale Flugstrecke: 1500 m
- Durchschlagsleistung Hohlladung: 300 mm
- Mündungsgeschwindigkeit: 220 m/s
- Varianten: Hohlladungsgeschoss, Splittergefechtskopf, Übungsmunition

(zusammengefasst, Quellen Herstellerbroschüre (s. u.) und übereinstimmender Webartikel auf Bellum.nu)

## Nutzerstaaten
- Belgien
- Chile
- Kroatien
- Indonesien
- Kambodscha
- Philippinen
- Singapur
- Slowenien